# Brushane
Brushane (Calidris pugnax) er en ca. 30 cm stor vadefugl, som tilhører sneppefuglene.

## Kendetegn
Brushanen er en mellemstor vadefugl. Den er let genkendelig på sin halskrave i yngledragten, de lange ben og det lige næb. Hannen, der er meget større end hunnen, er kendt for sin imponerende halskrave i yngledragten. Halskraven er ensfarvet eller broget. Den kan spredes og rejses i forbindelse med dansen. Dertil kommer to øreduske. Fjerkraverne gør hannerne tykhalsede, når de flyver. Både hanner og hunner kan desuden kendes på at have et mindre hoved i forhold til klirerne, hvilket giver dem et lidt plumpt og klodset udseende.
Brushanerne har om efteråret en mørk rygside med er skællet mønster, men er ellers ret ensfarvede i brunt eller gråbrunt.
I vinterdragten er rygfjerene hos begge køn sorte med gullige kanter, brystet er gulbrunt, og der er ingen fjerkraver.
Hunnerne er markant mindre end hannerne. Hunnens kropslængde er ca. 25 cm med et vingespænd på ca. 48 cm. Hannens længde er ca. 30 centimeter med et vingespænd på cirka 58 cm. Ligeledes er de to køns benfarver forskellige; de voksne hanners ben er røde, og de voksne hunners er lys orange, og ungfuglenes ben er lysegrå.
Kampdragten består af en krave af lange, stive, i spidsen bagbøjede fjer omkring forhalsen og nakken. Fjererne i halskraven og omkring øreområderne fortsætter med at vokse i april og maj. Forskellige hanner har forskellige pragtdragter. Halskraven veksler mellem følgende forskellige glinsende farver: blåsort, rød, gul eller hvid. I de fleste tilfælde veksler ryggens farve, der bliver mørkere eller lysere i overensstemmelse med halskravens farver. Farverne på brystet og bugen er ikke altid ens varierende. Brystet er sort med hvide pletter, bugen og undergumpen er hvide.
Sidst i juni, når hunnen har lagt sine æg, fælder hannen sin pragtdragt, hvorefter den nærmer sig hunnens farve, som på rygsiden er præget af sorte fjer med rødbrune og lysegrå kanter. Den lysegrå farve findes overvejende på på de mindre dækfjer. På bugsiden er hannernes og hunnernes dragt sort. Ungfuglene har en lignende dragt som hunnerne, men de er stærkere rustfarvet over hals og bryst.

## Udbredelse
Den er udbredt som ynglefugl i de nordlige dele af Europa/Asien. Vinterkvartererne er i Afrika. Nogle fugle tilbringer dog vinteren så nordligt som Storbritannien.
Omkring år 1900 var brushane vidt udbredt og en almindelig ynglefugl i Danmark, men på grund af bl.a. dræning af yngleområder og brug af insekticider var ynglebestanden i midten af 1990erne faldet til omkring 500 hunner (brushaner optræder ikke i par). Yngleområderne er nu næsten udelukkende i Vejlerne, Tipperne og på Saltholm. Den er regnet som en truet art på den danske rødliste 2019.
Brushaner er trækfugle, og om foråret raster et stort antal langs den jyske vestkyst. Om efteråret forekommer de trækkende brushaner mere spredt. Hannerne forlader landet i juni, hunnerne og ungfugle følger efter omkring september.

## Adfærd
I maj-juni kæmper hannerne ublodige parringslege med rejste fjerkraver, ofte mange på samme danseplads. Hunnerne bliver modtaget med en fejende dans af hannerne, som derpå kaster sig i græsset og ligger ubevægelige foran dem. Brushanen er næsten altid tavs selv på dansepladsen. Man kan dog somme tider høre et lavt ”tuuuit”, når den letter.
Brushanernes ynglepladser er normalt flade, kortgræssede brakvandsenge. Områder med nedtrampet græs og løse fjer vidner om en kampplads. Når hunnerne har lagt sine æg, ophører hannernes stridslyst.

## Rugetid
Brushønens rede er en fordybning i jorden med lidt fint græs som bundmateriale. Sidst i maj lægger den 3-4 pæreformede 4 cm lange, grågrønne, olivenbrunlige og plettede æg i nærheden af vandet. Hunnen ruger æggene alene, og fodrer alene ungerne, som straks efter klækningen er parat til at følge hende ud for at finde føde, mens hannerne passer sig selv.

## Flyvning
Flugten kan virke langsom og urolig som om den ikke altid har styr over de lange vinger.
De voksne hanner begynder at flyve sydpå, mens hunnerne stadig passer ungerne. Derefter flyver de voksne hunner sydpå og først til sidst flyver årsungerne. Alle har vinterkvarter i forskellige dele af Afrika. Hannerne vender tilbage til Danmark i begyndelsen af april.

## Føde
Brushanerne lever af små insekter, orme, små muslinger og krebsdyr samt en del planteføde.